# Ebba Andersson
Ebba Kristina Andersson (* 10. Juli 1997 in Delsbo) ist eine schwedische Skilangläuferin, die früher auch im Langstrecken- und Crosslauf aktiv war.

## Werdegang
Andersson gab im Januar 2014 ihr Debüt im Scandinavian Cup in Piteå, wo sie über 10 km in der klassischen Technik Rang 23 erreichte. Ihren nächsten Einsatz hatte sie ein Jahr später über 10 km Freistil in Falun, bei dem sie Zehnte wurde. Im Februar 2015 nahm Andersson an den Junioren-Weltmeisterschaften in Almaty teil, wo sie Rang acht über 5 km Freistil belegte und im Skiathlon die Bronzemedaille gewann. Mit der schwedischen Staffel erreichte sie zudem den vierten Platz. Eine Woche später gab Andersson in Östersund ihr Debüt im Skilanglauf-Weltcup, bei dem sie über 10 km Freistil auf Rang 16 kam und damit gleich die Punkteränge erreichte.
Zu Beginn der Saison 2015/16 startete sie in Vuokatti im Scandinavian Cup und erreichte mit dem dritten Platz über 10 km Freistil ihre erste Podestplatzierung. Im Januar 2016 folgten zweite Plätze über 10 km Freistil und über 10 km klassisch beim Scandinavian Cup in Östersund. Im selben Monat wurde sie bei den schwedischen Meisterschaften in Piteå Dritte über 10 km klassisch und Zweite im Skiathlon. Bei den Nordischen Junioren-Skiweltmeisterschaften 2016 in Râșnov gewann sie über 10 km Freistil und mit der Staffel jeweils die Goldmedaille.
Zu Beginn der Saison 2016/17 errang sie beim Scandinavian Cup in Lillehammer den dritten Platz im 15-km-Massenstartrennen und den zweiten Platz über 5 km Freistil. Bei den Nordischen Junioren-Skiweltmeisterschaften 2017 in Soldier Hollow holte sie die Silbermedaille im Skiathlon und die Goldmedaille über 5 km Freistil. Beim Saisonhöhepunkt den Nordischen Skiweltmeisterschaften 2017 in Lahti holte sie die Silbermedaille mit der Staffel. Zudem belegte sie den 22. Platz im Skiathlon und den 17. Rang im 30-km-Massenstartrennen. Im März 2017 wurde sie in Kalix schwedische Juniorenmeisterin über 5 km klassisch und im 15-km-Massenstartrennen. Im selben Monat errang sie bei den schwedischen Meisterschaften in Umeå den zweiten Platz über 30 km Freistil.
In der Saison 2017/18 errang Andersson beim Scandinavian Cup in Piteå über 10 km Freistil und im 20-km-Massenstartrennen jeweils den dritten Platz und beim Weltcupfinale in Falun den zehnten Platz. Beim Saisonhöhepunkt, den Olympischen Winterspielen 2018 in Pyeongchang, verpasste sie im Skiathlon als Vierte eine Medaille nur knapp, nachdem die Finnin Krista Pärmäkoski im Kampf um die Bronzemedaille am Ende um 0,8 Sekunden vorne lag. Mit der Staffel holte sie daraufhin aber die Silbermedaille, bei ihren Einsätzen über 10 km Freistil und im 30-km-Massenstartrennen wurde sie jeweils Dreizehnte. Zu Beginn der Saison 2018/19 erreichte sie in Ruka mit dem dritten Platz über 10 km klassisch ihre erste Podestplatzierung im Weltcup. Beim Lillehammer Triple errang sie mit dem dritten Platz in der Verfolgung und den zweiten Platz über 10 km Freistil, den zweiten Platz. Im Januar 2019 wurde sie in Otepää Zweite über 10 km klassisch und in Ulricehamn Dritte über 10 km Freistil und Zweite mit der Staffel. Außerdem wurde sie in Sundsvall schwedische Meisterin über 10 km klassisch und im 15-km-Massenstartrennen. Bei den Nordischen Skiweltmeisterschaften 2019 in Seefeld in Tirol gewann sie die Goldmedaille mit der Staffel. Zudem lief sie dort auf den 16. Platz über 10 km klassisch und auf den sechsten Rang im 30-km-Massenstartrennen. Im März 2019 errang sie in Oslo den dritten Platz im 30-km-Massenstartrennen und in Falun den zweiten Platz über 10 km Freistil. Beim Weltcupfinale in Québec kam sie auf den fünften Platz. Dabei erreichte sie den dritten Platz im Verfolgungsrennen und abschließend den siebten Platz im Gesamtweltcup und den fünften Rang im Distanzweltcup. Ende März 2019 wurde sie in Gällivare schwedische Meisterin über 30 km Freistil.
In der Saison 2019/20 errang Andersson bei der Tour de Ski 2019/20, die sie vorzeitig beendete, einen zweiten und zwei dritte Plätze und den vierten Platz bei der Skitour. Zudem kam sie in Falun im 10-km-Massenstartrennen und in Lahti über 10 km klassisch jeweils auf den zweiten Platz und in Oslo auf den dritten Platz. Bei den U23-Weltmeisterschaften 2020 in Oberwiesenthal gewann sie über 10 km klassisch und im 15-km-Massenstartrennen jeweils die Goldmedaille. Die Saison beendete sie auf dem siebten Platz im Gesamtweltcup und auf dem dritten Rang im Distanzweltcup. Nach Platz drei beim Ruka Triple zu Beginn der Saison 2020/21, holte sie bei der Tour de Ski 2021 bei der Abschlussetappe ihren ersten Weltcupsieg. Zuvor kam sie zweimal auf den dritten und einmal auf den zweiten Platz und errang damit den dritten Platz in der Tourwertung. Es folgte in Lahti ein zweiter Platz mit der Staffel und in Falun ein dritter Rang über 10 km Freistil. Im Februar 2021 wurde sie schwedische Meisterin über 10 km Freistil und im 15-km-Massenstartrennen und holt beim Saisonhöhepunkt, den Nordischen Skiweltmeisterschaften in Oberstdorf, über 10 km Freistil und im Skiathlon jeweils die Bronzemedaille. Zum Saisonende wurde sie im Engadin Dritte im 10-km-Massenstartrennen und Zweite in der Verfolgung und errang damit abschließend den dritten Platz im Gesamtweltcup und den zweiten Platz im Distanzweltcup.
In der Saison 2021/22 wurde Andersson in Lillehammer Zweite mit der Staffel und errang bei der Tour de Ski 2021/22 mit zwei zweiten Plätzen den zweiten Platz und zum Saisonende den vierten Platz im Distanzweltcup sowie den dritten Platz im Gesamtweltcup. Zudem wurde sie schwedische Meisterin über 30 km klassisch und siegte beim Reistadløpet. Bei den Olympischen Winterspielen 2022 in Peking holte sie die Bronzemedaille mit der Staffel. Zudem wurde sie dort Zehnte im Skiathlon, Achte im 30-km-Massenstartrennen und Sechste über 10 km klassisch.
Sie gewann den Radiosportens Jerringpris 2023.

## Langstreckenlauf
In ihren Juniorenzeiten war Andersson auch als Langstreckenläuferin aktiv. So ist sie beispielsweise mehrfache schwedische Jugendmeisterin auf der Bahn sowie im Crosslauf und konnte ihre Altersklasse beim Lidingöloppet von 2011 bis 2015 viermal für sich entscheiden.
2015 bewältigte sie den etwa 10 km langen Crosskurs in 35:46 min. International startete Andersson bei den Crosslauf-Europameisterschaften 2013 in Belgrad und belegte dort als 16-Jährige in der Altersklasse U20 den zwölften Rang.
Mit dieser Leistung trug sie außerdem zu Silber in der Teamwertung bei. 2013 und 2014 trat sie beim Ungdomsfinnkampen, einem Ableger des schwedisch-finnischen Länderkampfes Finnkampen für 16- und 17-Jährige, an, und konnte den 3000-Meter-Lauf in beiden Jahren jeweils für sich entscheiden. 2015 startete sie bei den U20-Europameisterschaften in ihrem Heimatland erneut über 3000 m und belegte dort beim Sieg von Alina Reh in persönlicher Bestzeit von 9:29,98 min den sechsten Rang.
2016 kündigte sie an, sich zukünftig auf ihre Karriere im Skilanglauf konzentrieren zu wollen.

## Erfolge

### Siege bei Weltcuprennen

#### Weltcupsiege im Einzel
| Nr. | Datum             | Ort         | Disziplin                       |
| --- | ----------------- | ----------- | ------------------------------- |
| 1.  | 26. November 2022 | Ruka        | 10 km klassisch Individualstart |
| 2.  | 27. Januar 2023   | Les Rousses | 10 km Freistil Individualstart  |
| 3.  | 29. Januar 2023   | Les Rousses | 20 km klassisch Massenstart     |
| 4.  | 4. Februar 2023   | Toblach     | 10 km Freistil Individualstart  |
| 5.  | 25. November 2023 | Ruka        | 10 km klassisch Individualstart |
| 6.  | 16. Dezember 2023 | Trondheim   | 20 km Skiathlon                 |
| 7.  | 15. Februar 2025  | Falun       | 10 km klassisch Individualstart |

#### Etappensiege bei Weltcuprennen
| Nr. | Datum           | Ort           | Disziplin                  | Rennen           |
| --- | --------------- | ------------- | -------------------------- | ---------------- |
| 1.  | 10. Januar 2021 | Val di Fiemme | 10 km Freistil Massenstart | Tour de Ski 2021 |

#### Weltcupsiege im Team
| Nr. | Datum            | Ort       | Disziplin            |
| --- | ---------------- | --------- | -------------------- |
| 1.  | 3. Dezember 2023 | Gällivare | 4 × 7,5 km Staffel 1 |
| 2.  | 21. Januar 2024  | Oberhof   | 4 × 7,5 km Staffel 2 |

### Siege bei Continental-Cup-Rennen
| Nr. | Datum           | Ort   | Disziplin                   | Serie            |
| --- | --------------- | ----- | --------------------------- | ---------------- |
| 1.  | 13. Januar 2023 | Falun | 10 km Freistil              | Scandinavian-Cup |
| 2.  | 15. Januar 2023 | Falun | 30 km klassisch Massenstart | Scandinavian-Cup |

### Siege bei Ski-Classics-Rennen
| Nr. | Datum         | Ort       | Rennen         | Disziplin                   |
| --- | ------------- | --------- | -------------- | --------------------------- |
| 1.  | 20. März 2021 | Vålådalen | Vålådalsrennet | 54 km klassisch Massenstart |
| 2.  | 2. April 2022 | Bardufoss | Reistadløpet   | 50 km klassisch Massenstart |
| 3.  | 29. März 2025 | Bardufoss | Reistadløpet   | 46 km klassisch Massenstart |
| 4.  | 30. März 2025 | Bardufoss | Summit 2 Senja | 60 km klassisch Massenstart |

### Medaillen bei Olympischen Winterspielen
- 2018 in Pyeongchang: Silber mit der Staffel
- 2022 in Peking: Bronze mit der Staffel

### Medaillen bei Weltmeisterschaften
- 2017 in Lahti: Silber mit der Staffel
- 2019 in Seefeld: Gold mit der Staffel
- 2021 in Oberstdorf: Bronze 10 km Freistil, Bronze 15 km Skiathlon

### Medaillen bei nationalen Meisterschaften
- 2016 in Piteå: Silber über 10 km, Bronze im Skiathlon
- 2017 in Umeå: Silber über 30 km
- 2018 in Skellefteå: Silber über 10 km, Silber über 30 km
- 2019 in Sundsvall: Gold über 10 km, Gold über 15 km
- 2021 in Borås: Gold über 10 km, Gold über 15 km
- 2022 in Piteå: Gold über 30 km, Silber über 10 km, Bronze über 15 km
- 2023 in Kalix: Gold über 30 km

## Statistik

### Teilnahmen an Weltmeisterschaften und Olympischen Winterspielen

#### Olympische Spiele
| Jahr und Ort     | Wettbewerb | Wettbewerb | Wettbewerb | Wettbewerb | Wettbewerb | Wettbewerb |
| Jahr und Ort     | 10 km      | Skiathlon  | 30 km      | Sprint     | Staffel    | Teamsprint |
| ---------------- | ---------- | ---------- | ---------- | ---------- | ---------- | ---------- |
| Pyeongchang 2018 | 13.        | 4.         | 13.        | –          | 2.         | –          |
| Peking 2022      | 6.         | 10.        | 8.         | –          | 3.         | –          |

#### Nordische Skiweltmeisterschaften
| Jahr und Ort    | Wettbewerb | Wettbewerb | Wettbewerb   | Wettbewerb | Wettbewerb | Wettbewerb |
| Jahr und Ort    | 10 km      | Skiathlon  | 30 / 50 km 3 | Sprint     | Staffel    | Teamsprint |
| --------------- | ---------- | ---------- | ------------ | ---------- | ---------- | ---------- |
| Lahti 2017      | –          | 22.        | 17.          | –          | 2.         | –          |
| Seefeld 2019    | 16.        | –          | 6.           | –          | 1.         | –          |
| Oberstdorf 2021 | 3.         | 3.         | 4.           | –          | 6.         | –          |
| Planica 2023    | 3.         | 1.         | 1.           | –          | 3.         | –          |
| Trondheim 2025  | 1.         | 1.         | 4.           | –          | 1.         | –          |

### Platzierungen im Weltcup

#### Weltcup-Statistik
Die Tabelle zeigt die erreichten Platzierungen im Einzelnen.
- 1.–3. Platz: Anzahl der Podiumsplatzierungen
- Top 10: Anzahl der Platzierungen unter den ersten zehn
- Punkteränge: Anzahl der Platzierungen innerhalb der Punkteränge
- Starts: Anzahl gelaufener Rennen in der jeweiligen Disziplin
- Hinweis: Bei den Distanzrennen erfolgt die Einordnung gemäß FIS.

| Platzierung               | Distanzrennen a | Distanzrennen a | Distanzrennen a | Distanzrennen a | Distanzrennen a | Skiathlon Verfolgung | Sprint | Etappen- rennen b | Gesamt | Team   | Team    |
| Platzierung               | ≤ 5 km          | ≤ 10 km         | ≤ 15 km         | ≤ 30 km         | > 30 km         | Skiathlon Verfolgung | Sprint | Etappen- rennen b | Gesamt | Sprint | Staffel |
| ------------------------- | --------------- | --------------- | --------------- | --------------- | --------------- | -------------------- | ------ | ----------------- | ------ | ------ | ------- |
| 1. Platz                  |                 | 6               |                 | 1               |                 | 1                    |        |                   | 8      |        | 2       |
| 2. Platz                  |                 | 9               |                 | 1               | 1               | 3                    |        | 2                 | 16     |        | 5       |
| 3. Platz                  |                 | 10              |                 | 4               | 1               | 2                    |        | 2                 | 19     |        |         |
| Top 10                    |                 | 46              | 3               | 14              | 3               | 17                   |        | 8                 | 91     | 1      | 9       |
| Punkteränge               |                 | 54              | 3               | 16              | 3               | 21                   | 8      | 8                 | 113    | 1      | 9       |
| Starts                    |                 | 54              | 3               | 18              | 3               | 21                   | 18     | 8                 | 125    | 1      | 9       |
| Stand: Saisonende 2024/25 |                 |                 |                 |                 |                 |                      |        |                   |        |        |         |

#### Weltcup-Gesamtplatzierungen
| Saison  | Gesamt | Gesamt | Distanz | Distanz | Sprint | Sprint |
| Saison  | Punkte | Platz  | Punkte  | Platz   | Punkte | Platz  |
| ------- | ------ | ------ | ------- | ------- | ------ | ------ |
| 2014/15 | 15     | 100.   | 15      | 70.     | -      | -      |
| 2015/16 | -      | -      | -       | -       | -      | -      |
| 2016/17 | -      | -      | -       | -       | -      | -      |
| 2017/18 | 263    | 26.    | 211     | 15.     | -      | -      |
| 2018/19 | 918    | 7.     | 646     | 5.      | 22     | 45.    |
| 2019/20 | 891    | 7.     | 717     | 3.      | 24     | 50.    |
| 2020/21 | 1011   | 3.     | 640     | 2.      | 11     | 64.    |
| 2021/22 | 772    | 3.     | 452     | 4.      | -      | -      |
| 2022/23 | 853    | 20.    | 833     | 9.      | 20     | 90.    |
| 2023/24 | 1409   | 10.    | 1355    | 3.      | 54     | 63.    |
| 2024/25 | 1323   | 7.     | 1096    | 6.      | 2      | 123.   |